# Arturo Nannizzi

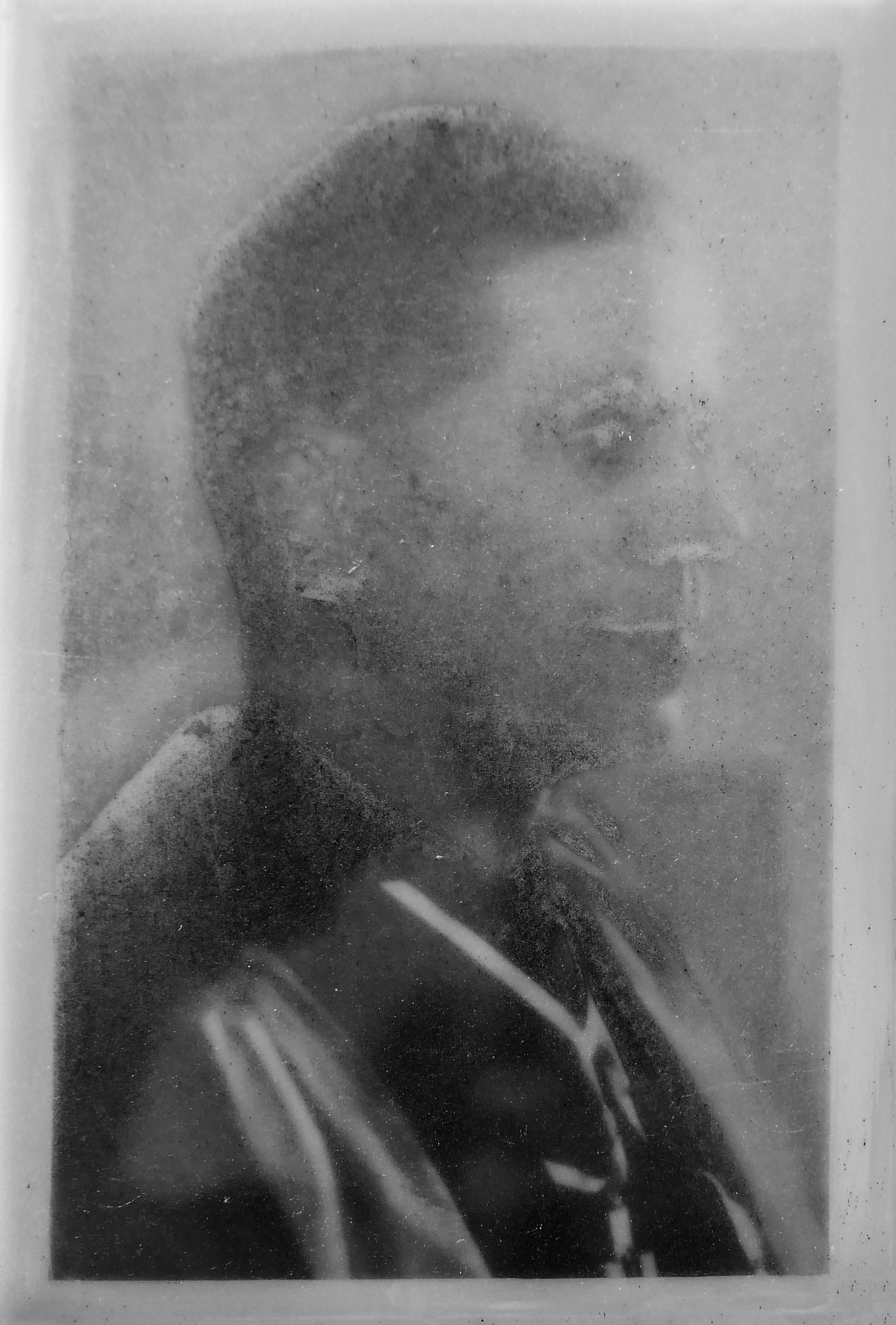
Arturo Nannizzi come appare nel marzo 2023 nella foto della sua tomba al Cimitero del Laterino di Siena

Arturo Nannizzi (Siena, 29 ottobre 1887 – Siena, 4 febbraio 1961) è stato un botanico italiano.

## Biografia
Arturo Nannizzi nacque in una modestissima famiglia. Conseguita la licenza elementare, dovette lasciare gli studi regolari per contribuire all'economia familiare, eseguendo finissime miniature e raccogliendo piante aromatiche e medicinali per un erborista locale. Le conoscenze acquisite gli permisero di prestare gratuitamente il suo operato fin dall'età di 16 anni nell'Orto botanico senese come preparatore di erbari, collaborando con i professori Attilio e Flaminio Tassi.
Ammesso a frequentare il laboratorio, apprese i fondamenti della botanica e la tecnica microscopica. Solo nel 1908, sotto la direzione del prof. Biagio Longo, ottenne una sistemazione come "servente". Già dal 1899 aveva comunque iniziato la sua attività di divulgatore scientifico e pubblicista nel Bollettino del Laboratorio e Orto botanico di Siena, attività che lo portò a fondare nel 1917 il Nuovo giornale dell'agricoltura, industria e commercio.

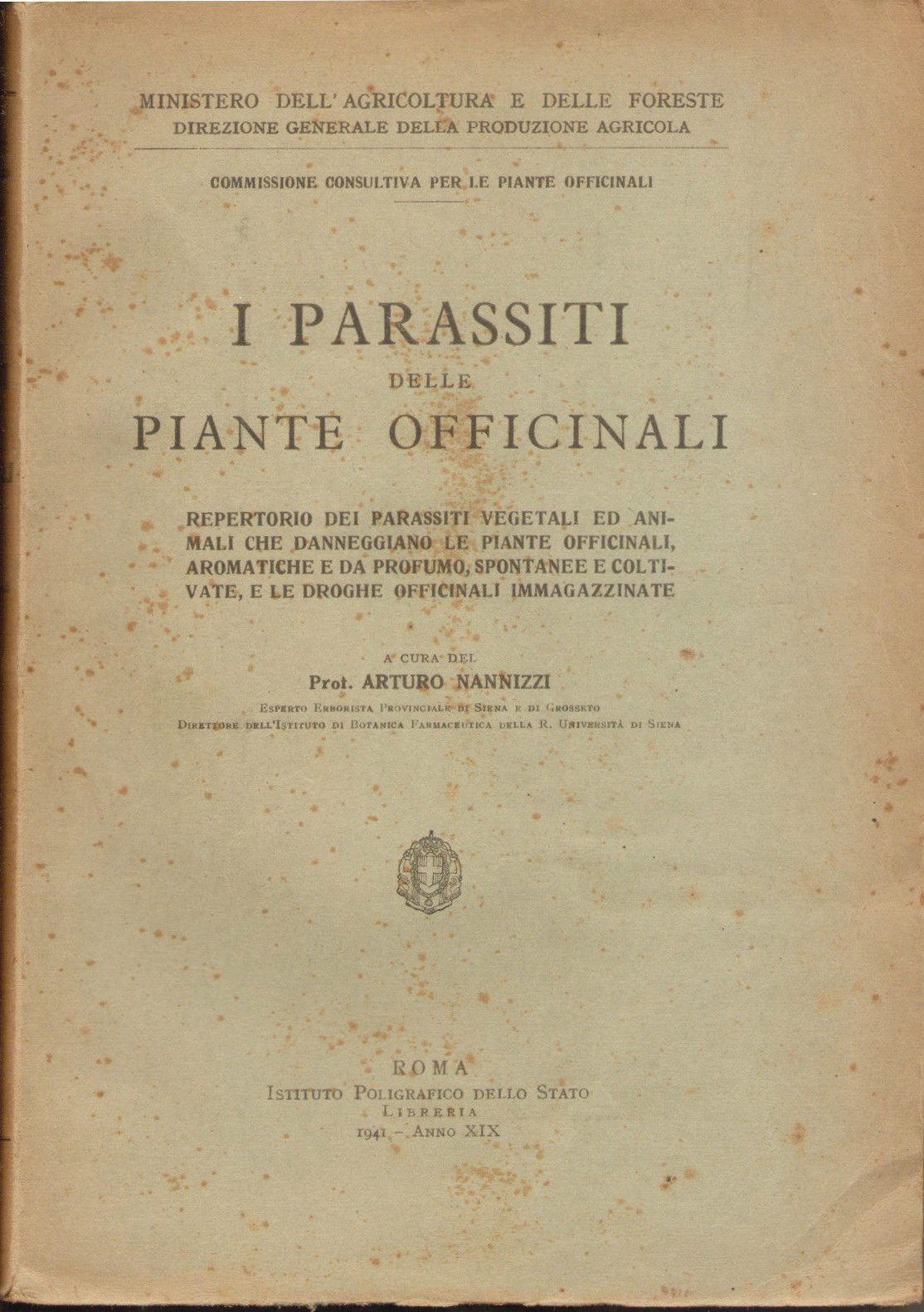
I parassiti delle piante officinali, Roma, Poligrafico dello Stato, 1941.

Dal Comune di Siena ebbe nel 1913 l'incarico del riordinamento dell'importante collezione micologica "Valenti Serini", allora conservata presso l'Ufficio d'igiene e poi traslata presso l'Accademia dei Fisiocritici. Nel 1922, quando aveva già pubblicato una trentina di lavori scientifici tra cui l'apprezzata monografia Le piante coltivate e utili della Libia (Siena 1913), su indicazione del nuovo direttore dell'Orto botanico Gino Pollacci, fu nominato "tecnico". Da quel momento iniziò con Pollacci una produttiva collaborazione nello studio dei miceti patogeni per l'uomo, che lo portò a condurre fondamentali ricerche sui Dermatofiti (1926), per le quali si rese noto in tutto il mondo, tanto che nei primi anni sessanta – a seguito di nuove indagini sperimentali che dimostrarono definitivamente la validità dei lavori di Arturo Nannizzi – nel rielaborare la nomenclatura della famiglia Gymnoascaceae, fu istituito il genere Nannizzia, in suo onore.
Grazie all'attività di Arturo Nannizzi, l'Orto botanico senese ebbe miceti da tutta Italia e proprio Nannizzi li studiò e osservò nelle più diverse condizioni colturali. Ne fece una revisione nomenclaturale che permise di riconoscere un nuovo genere di Hyphales (Glenosporella) e specie nuove di miceti patogeni, nonché di stabilire i caratteri botanici dei generi Monilia e Cryptocossus, utili per evitare confusioni in campo clinico.
Nel 1922 uscì il primo degli otto fascicoli dell'opera, condotta in collaborazione con Gino Pollacci, I Miceti patogeni dell'uomo e degli animali, descritti, delineati e preparati per l'osservazione al microscopio, con notizie sopra i rimedi per combatterli (Siena 1922-1930), corredati di disegni, anche a colori, in gran parte dello stesso Nannizzi e accompagnati dai relativi preparati microscopici, da lui stesso eseguiti. Il suo contributo alle micosi mediche culminò con il Repertorio sistematico dei miceti dell'uomo e degli animali (Siena 1934) in cui le peculiarità microscopiche furono illustrate con oltre 200 accuratissime figure disegnate dallo stesso Nannizzi. Egli si occupò anche di fitopatologia e presso l'Orto botanico di Siena istituì (1934) un "Laboratorio fitopatologico gratuito per gli agricoltori". La sua operosità fu pure ampiamente rivolta alla soluzione pratica di problemi agrari, botanici e medici, sollecitata da urgenti istanze applicative, nonché alla botanica storica, per studiare la quale fu autodidatta nella conoscenza del latino e della paleografia, discipline fondamentali per la lettura di codici ed erbari antichi.
Efficace e vasto fu anche il contributo dato alla conoscenza delle piante officinali, soprattutto del territorio senese, cui riservò vari articoli e due monografie – una nel 1914 e una nel 1934 – a supporto di un corso di Erboristeria, essendo stato nominato esperto erborista per le province di Siena e Grosseto, tanto che nel 1937 il Ministero dell'agricoltura gli conferì la medaglia d'argento per l'attività svolta proprio nel campo delle piante officinali. Alla metà degli anni trenta, si occupò con successo dell'Atropa belladonna e del suo principio attivo utilizzato nella cura del parkinsonismo encefalico. Su invito della regina Elena, sensibile al problema e molto colpita dalle ricerche del Nannizzi, nel 1936 partecipò ad una delegazione ufficiale in Bulgaria per studiare la coltivazione della pianta e i metodi di preparazione della droga che era alla base della cosiddetta "cura bulgara": droga che la regina faceva acquistare in grandi quantità in Bulgaria. I risultati, pubblicati in una monografia, aprirono anche in Italia gli studi sull'impiego della belladonna. Ancora per interessamento della regina Elena, Arturo Nannizzi fu incaricato nel 1937 dalla Direzione generale della Sanità di una missione in Germania in occasione dell'inaugurazione a Kassel di una clinica per postencefalici. In tale occasione gli furono attribuite due alte onorificenze, ovvero la croce di cavaliere della Corona d'Italia e la croce di prima classe della Croce rossa germanica, e fu nominato grande ufficiale della Sanità pubblica tedesca. Applicò le sue vaste conoscenze a temi d'interesse naturalistico come sono i suoi contributi alla conoscenza dei parassiti delle piante officinali, pubblicati poi in I parassiti delle piante officinali. Repertorio dei parassiti vegetali ed animali che danneggiano le piante officinali, aromatiche e da profumo, spontanee e coltivate, e le droghe officinali immagazzinate (Roma 1941), oppure come è il lavoro dedicato nel 1956 alla conoscenza della flora dei terreni argillosi pliocenici (Contributo allo studio della flora dei terreni argillosi pliocenici del Senese al fine del loro miglioramento agrario, Siena 1956).
Nel 1927, dopo che già da vari anni suppliva alcuni docenti nell'insegnamento di Botanica, con grande soddisfazione degli studenti per la competenza e la passione che profondeva nelle lezioni, conseguì la libera docenza in Micologia. Il suo curriculum in questo frangente era già costituito da 350 pubblicazioni, suddivise in ben 40 categorie di ricerca a testimonianza della varietà degli argomenti studiati, di cui 55 di carattere più strettamente scientifico e altri a carattere divulgativo. Al curriculum, "pubblicato a cura e per volontà di alcuni suoi vecchi amici" in L'attività scientifica di Arturo Nannizzi (Siena 1927), erano allegate dichiarazioni di apprezzamento e di stima per le sue qualità personali, l'originalità e l'accuratezza della sua ricerca, rilasciate da numerosi professori, non solo senesi, con cui aveva collaborato, tra cui Attilio Tassi, Agilulfo Preda, Luigi Bellucci, Vincenzo Diamare, Alessandro Artom, Achille Sclavo, Gino Pollacci.
La debole costituzione fisica non gli permise di prestare il servizio militare e questo fatto contribuì, a suo avviso, all'insuccesso subìto nel 1937, allorché, presentatosi al concorso bandito dall'Università di Messina per la cattedra di Botanica, la commissione lo giudicò non idoneo, pur riconoscendogli "attitudine di preparatore"; a presiedere la commissione era peraltro il prof. Biagio Longo che, suo direttore all'Orto botanico senese dal 1908 al 1815, l'aveva così ammonito: "Quando non si possiede una laurea non è lecito né onesto invadere il campo della scienza". Dopo il conseguimento della libera docenza, il Nannizzi aveva comunque ottenuto dall'Università di Siena nel 1933 l'insegnamento retribuito di Botanica presso la Facoltà di Farmacia, incarico che tenne fino al 1950, anno del suo pensionamento, insieme alla direzione dell'Orto botanico, che – come si legge in una sua minuta – conservò informalmente per altri quattro anni e lasciò in conseguenza di un grave infarto.

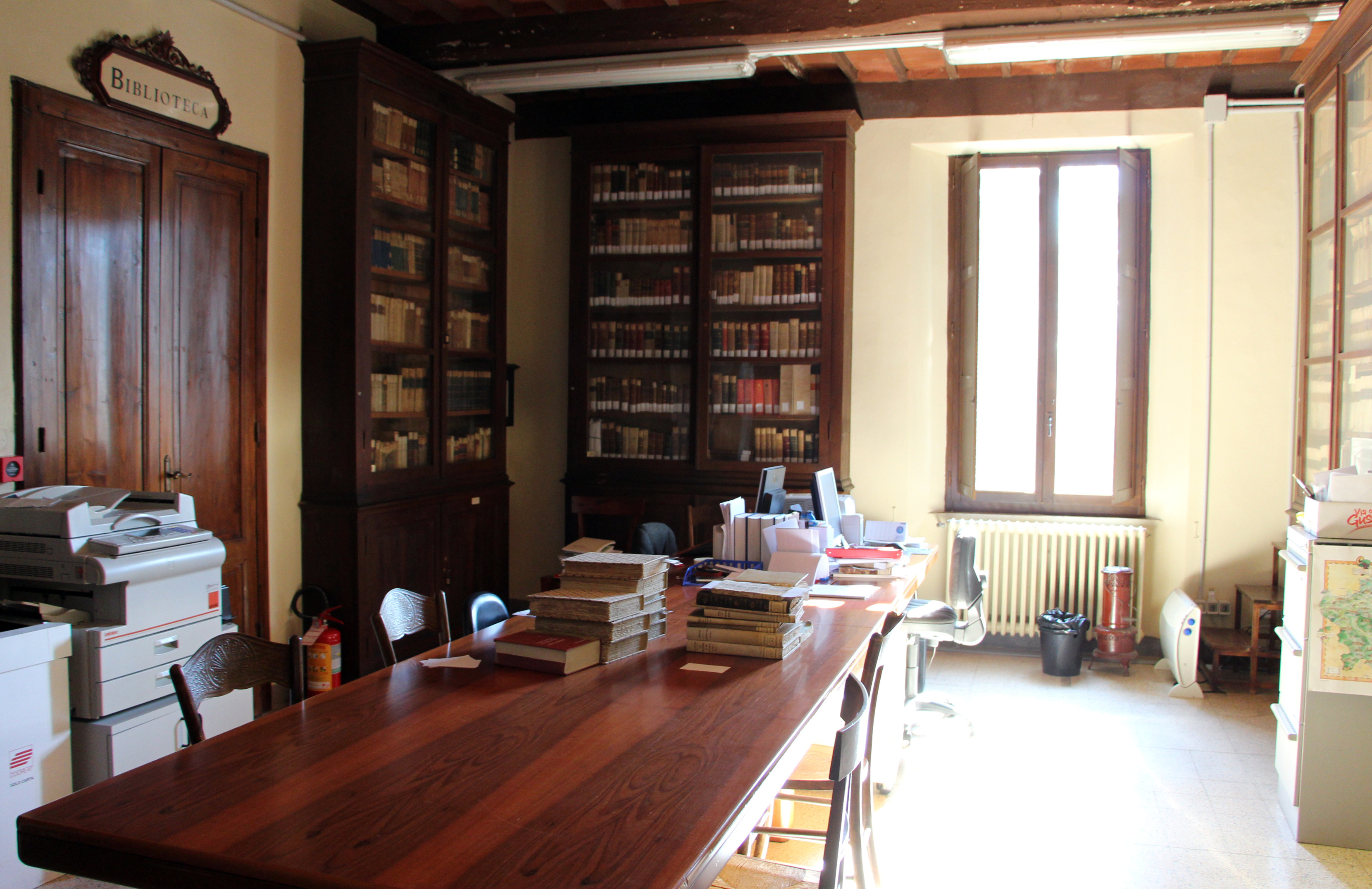
Biblioteca dell'Accademia dei Fisiocritici dove lavorò Nannizzi.

Dopo la collocazione a riposo, Arturo Nannizzi continuò le sue ricerche e la sua opera di divulgazione, tenendo rubriche informative e d'attualità nei principali quotidiani locali. Nominato socio ordinario dell'Accademia dei Fisiocritici nel 1925, contribuì al ripristino della sua Sezione agraria (1932), che era stata soppressa nel 1861. Dal 1932 al 1935 ne fu bibliotecario e curò la pubblicazione dei relativi Atti.  Dal 1935 al 1937 fu vicepresidente della Sezione agraria e dal 1938 al 1957 ne fu presidente. Numerose altre istituzioni nazionali ed estere lo vollero loro socio e collaboratore: l'Accademia di storia dell'arte sanitaria di Roma, la Reale Accademia valdarnese del Poggio di Montevarchi, l'Accademia Leonardo da Vinci di Napoli, la Deutsche Gesellschaft für Hygiene di Berlino. Nel 1945 entrò a far parte del Consiglio della Facoltà di Farmacia quale rappresentante dei liberi docenti. Nel 1954 ottenne dal "Concistoro del Monte del Mangia" il "Mangia d'argento", riconoscimento civico per la sua attività scientifica.
Arturo Nannizzi morì il 4 febbraio 1961, quasi dimenticato, dopo sei anni di isolamento e dolorosa convalescenza. L'Ateneo senese, che non si era impegnato fino in fondo per ottenere dal Ministero la sua nomina a professore ordinario con il corrispondente riconoscimento economico, il 12 novembre di quell'anno gli dedicò una solenne commemorazione, con la partecipazione del rettore Giuseppe Bianchini e del prof. Valerio Giacomini, ordinario di Botanica nell'Università di Napoli. L'Accademia dei Fisiocritici pubblicò integralmente questi interventi nei suoi Atti. Nel 1963 fu istituito un premio a suo nome e nel 1984 il Comune di Siena, su proposta dell'Accademia dei Fisiocritici, gli dedicò una strada nella zona del nuovo Policlinico.
La tomba presso il Cimitero del Laterino versa in pessime condizioni di manutenzione.

## Archivio
Il Fondo Nannizzi, contenente la corrispondenza dello scienziato e conservato presso l'Accademia dei Fisiocritici, si è formato attraverso due donazioni fatte all’Accademia dei Fisiocritici dalla moglie Alda (25 novembre 1983) e dalla nipote Marta Bonnoli Palumbo (17 marzo 1997). Si tratta di materiale documentario di varia tipologia, costituito pressoché esclusivamente da corrispondenza ricevuta da Arturo Nannizzi e da altri esponenti della famiglia tra il 1908 e il 1963.
Della consistenza dei fondi all’atto delle donazioni danno notizia due elenchi, il primo manoscritto e informale, il secondo articolato in cinque voci nel contesto di una lettera ufficiale di avvenuta presa in carico della documentazione. Il materiale in parte ordinato e numerato dallo stesso Arturo Nannizzi – la cui grafia chiara e regolare è facilmente riconoscibile nelle otto pagine manoscritte degli elenchi – consta di oltre duecento unità documentarie tra lettere e biglietti ricevuti tra il 1908 e il 1960, di alcune minute manoscritte o dattiloscritte, di lettere e numerosi telegrammi ricevuti dalla moglie tra il 1961 e il 1963 successivamente alla morte del marito, nonché di vari volumi di poesie, ritratti, fotografie, documenti celebrativi incorniciati.